# Монфред, Жорж Даниэль де
Жорж Даниэль де Монфред (Монфрейд; фр. George-Daniel de Monfreid; 14 марта 1856[…], Нью-Йорк, Нью-Йорк, США или Париж[…] — 26 ноября 1929[…], Corneilla-de-Conflent, Восточные Пиренеи, Франция) — французский художник-постимпрессионист, друг Поля Гогена.

## Биография

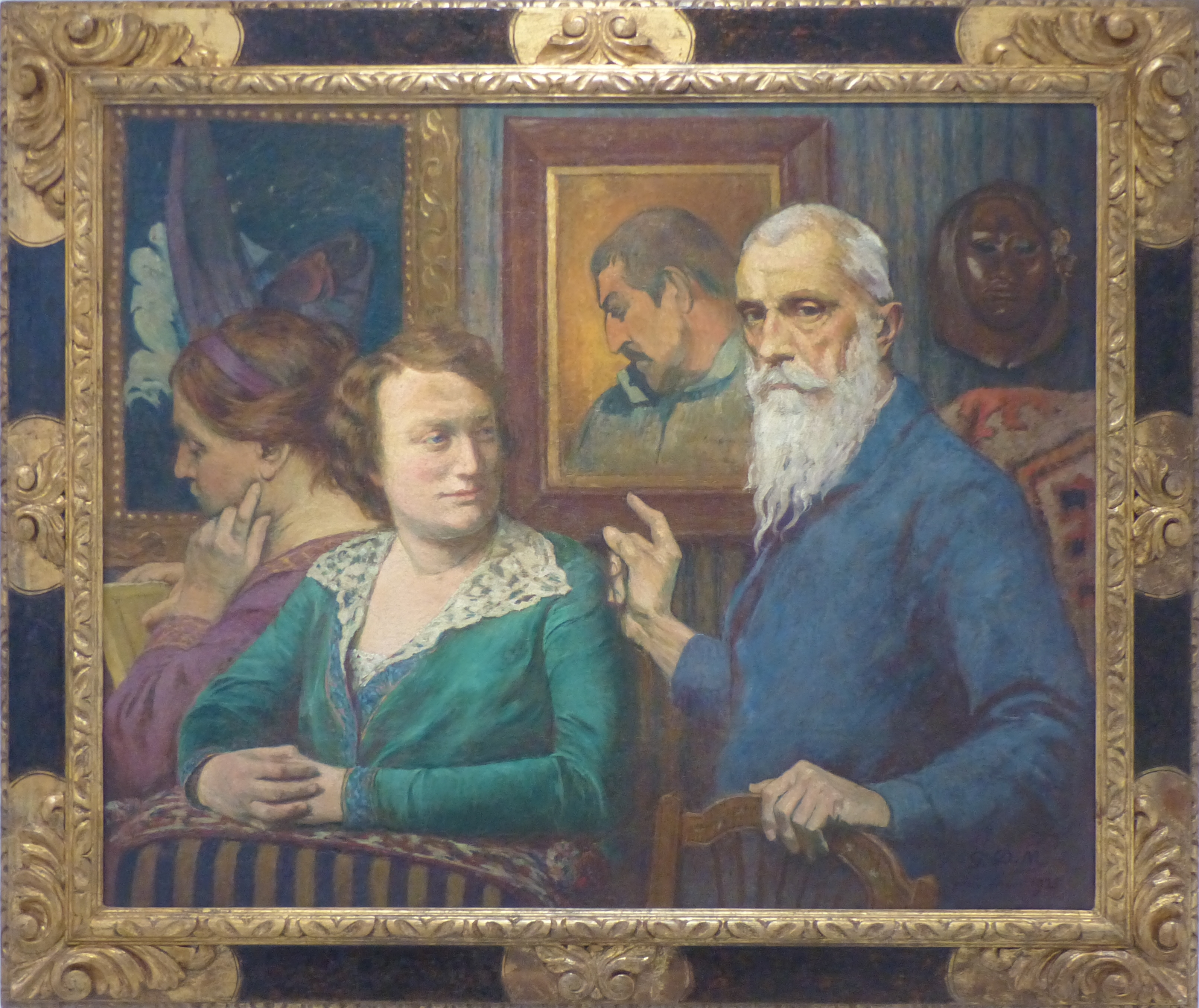
Жорж де Монфред. Посвящение Гогену (1925), Музей имени Гиацинта Риго, Перпиньян. На картине изображены сам Жорж де Монфред, его супруга и сестра. Монфред указывает на портрет Гогена.

Родился в 1856 году в Нью-Йорке, но вырос во Франции. Живописи учился в Париже в Академии Жюлиана. Испытал сильное влияние импрессионизма, сблизился с Полем Гогеном и Аристидом Майолем.
В период, когда Гоген проживал на Таити, он нередко отправлял свои картины во Францию именно Монфреду; часть из них тот приобретал для себя, тогда как другие — для дальнейшей перепродажи. Через руки Монфреда прошли в частности картины Гогена «Откуда мы пришли? Кто мы? Куда мы идём?», «Королева», «Великий Будда» и многие другие. В 1890-е годы между Гогеном и Монфредом велась обширная переписка (письма Гогена Монфреду сохранились и введены в научный оборот). Монфред также стал одним из первых биографов Гогена.
Как художник, писал пейзажи и портреты в манере, характерной для импрессионистов.
Его сыном был писатель Анри де Монфред (1879—1974), автор приключенческих романов.
Скончался Жорж Даниэль де Монфред на юге Франции в 1929 году.

## Галерея

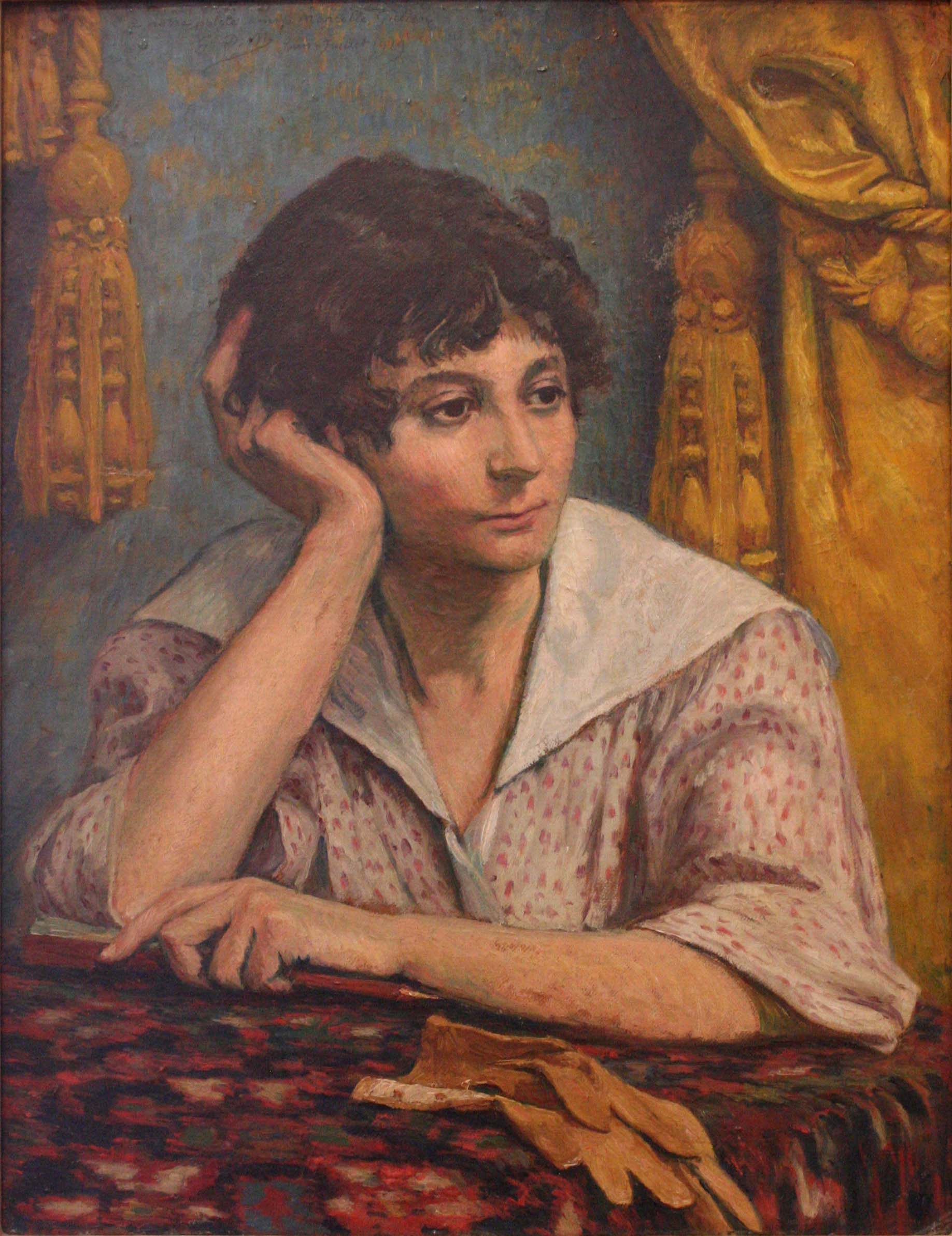
Портрет дочери Марселя Гальена (1929), Музей изящных искусств Безье
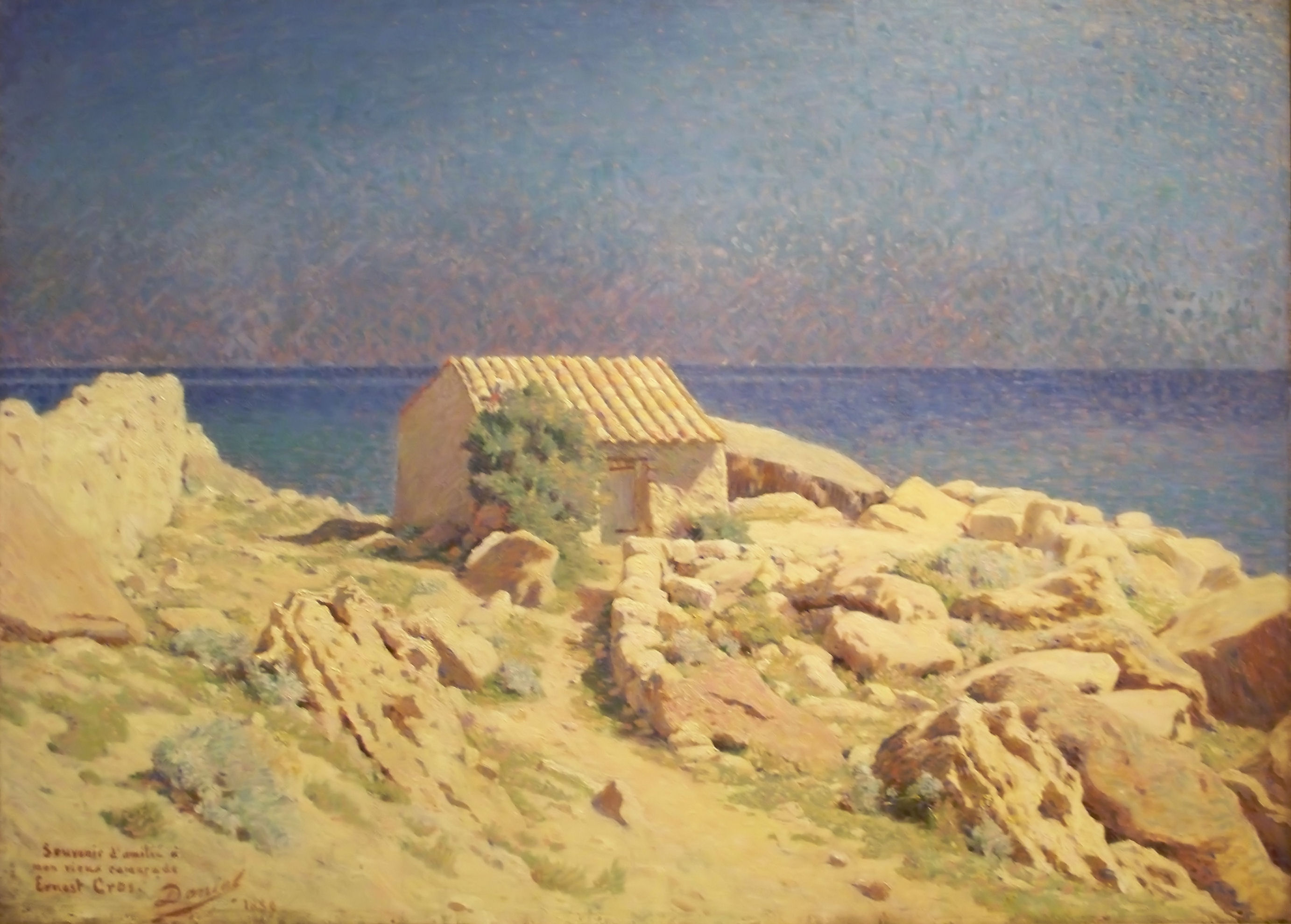
Руссильонский пейзаж (1889), Художественный музей Индианаполиса, Индианаполис, США
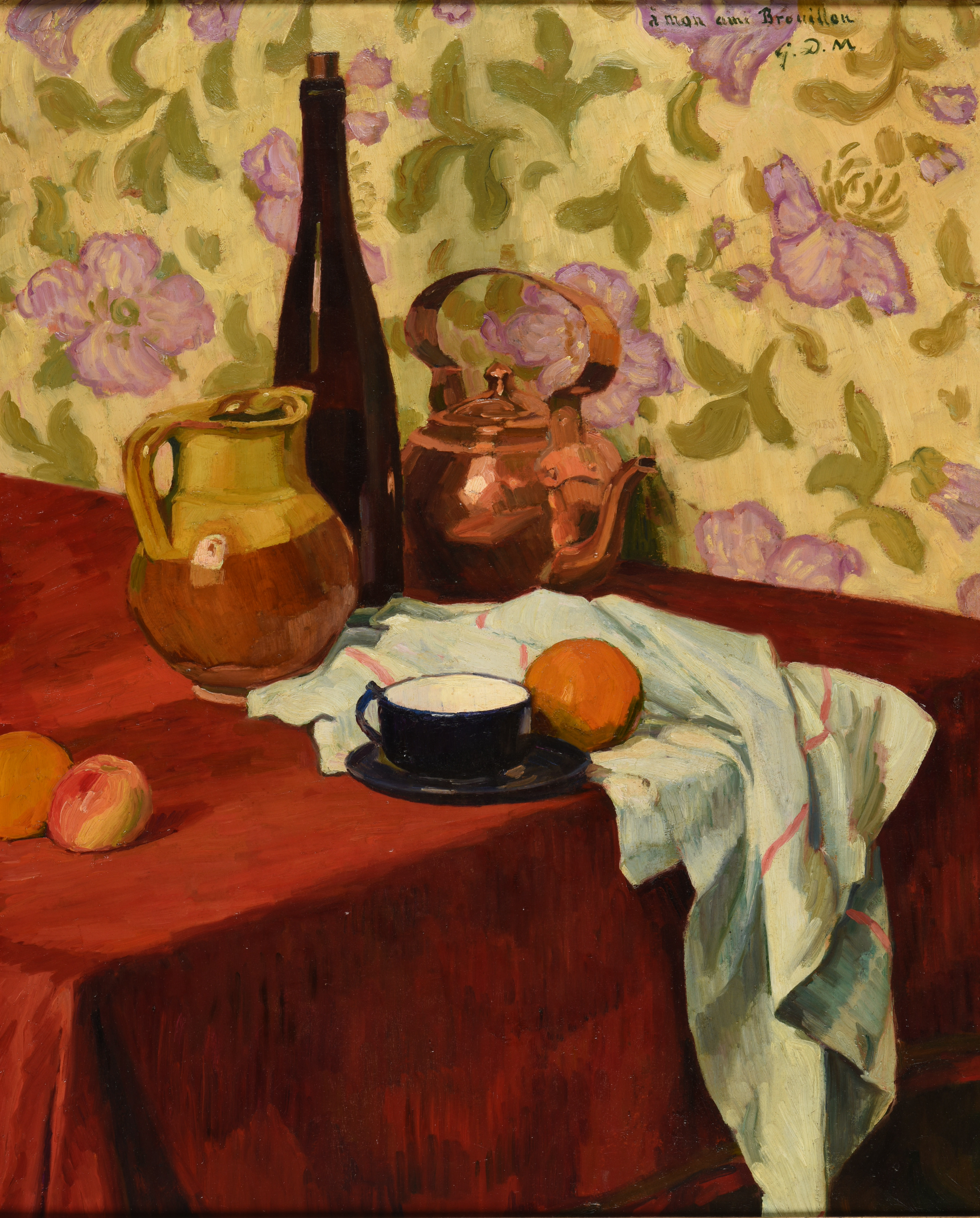
«Грог», Музей изящных искусств (Реймс)